# Cayey
Cayey est une municipalité de l'ile de Porto Rico (code international : PR.CY) qui s'étend sur 131 km2 et regroupe 41 652 habitants en 2020.

## Géographie
La municipalité a donné son nom à la sierra de Cayey qui est l'extension sud-orientale de la cordillère Centrale.

## Histoire
De 1898, date de sa construction, à 1965, la ville accueillait la caserne Henry Barracks dans laquelle cantonna notamment le 65e régiment d'infanterie des États-Unis qui était uniquement composé de volontaires porto-ricains.